# Paroplapoderus tentator annapurnae
Paroplapoderus tentator annapurnae es una subespecie de coleóptero de la familia Attelabidae.

## Distribución geográfica
Habita en Nepal.